# Альхете
Альхете (ісп. Algete) — муніципалітет в Іспанії, у складі автономної спільноти Мадрид. Населення — 20 481 особа (2010).
Муніципалітет розташований на відстані близько 26 км на північний схід від Мадрида.
На території муніципалітету розташовані такі населені пункти: (дані про населення за 2010 рік)
- Альхете: 15828 осіб
- Лас-Кармелітас: 0 осіб
- Ередад-де-ла-Торре: 0 осіб
- Моратонес: 0 осіб
- Ель-Ногаль: 2 особи
- Прадо-Норте: 1632 особи
- Саломон-і-Трас-ель-Ріо: 0 осіб
- Санто-Домінго: 2998 осіб
- Дееса-Нуева: 0 осіб
- Сото-Мосанаке: 21 особа
- Ла-Торресілья: 0 осіб

## Демографія
Динаміка населення (INE ):

## Галерея зображень

Розташування муніципалітету у автономній спільноті Мадрид